# Āqā Moḩammad Beyglū
Āqā Moḩammad Beyglū (persiska: آقا محمد بيگلو) är en ort i Iran.   Den ligger i provinsen Ardabil, i den nordvästra delen av landet, 500 km nordväst om huvudstaden Teheran. Āqā Moḩammad Beyglū ligger 323 meter över havet och antalet invånare är 764.
Terrängen runt Āqā Moḩammad Beyglū är kuperad åt sydost, men åt nordväst är den platt. Āqā Moḩammad Beyglū ligger nere i en dal. Runt Āqā Moḩammad Beyglū är det ganska tätbefolkat, med 100 invånare per kvadratkilometer. Närmaste större samhälle är Qarah Khān Beyglū, 12,2 km sydost om Āqā Moḩammad Beyglū. Trakten runt Āqā Moḩammad Beyglū består i huvudsak av gräsmarker.